# Nigel Bradham
(en) Statistiques sur pro-football-reference
Nigel Bradham (né le 4 septembre 1989 à Crawfordville en Floride) est un joueur américain de football américain qui évolue en tant que linebacker.

## Biographie
Il a joué avec les Seminoles de l'Université de Florida State de 2008 à 2011. Il est choisi par les Bills de Buffalo au 105e rang lors de la draft 2012 de la NFL.
Après quatre saisons avec les Bills, il s'entend en 2016 avec les Eagles de Philadelphie pour deux ans. Il remporte le Super Bowl LII à sa deuxième saison avec les Eagles après avoir vaincu les Patriots de la Nouvelle-Angleterre. En mars 2018, il reste avec les Eagles en signant pour cinq saisons de plus.
Le 18 février 2020, les Eagles annoncent qu'ils se séparent de Bradham afin de « faire de la place dans le plafond salarial » et pouvoir recruter de jeunes joueurs.